# Anforderung (Heuristik)
Anforderungen sind sowohl explizit spezifizierte als auch als allgemein üblich anerkannte Kriterien zur Erfüllung einer Zielsetzung, die entweder Personen oder Sachen oder Vorgängen zu erfüllen vorgegeben werden. Mit „Kriterien“ sind in diesem Zusammenhang Unterscheidungs-, Bewertungs- oder Entscheidungs-bedeutsame Merkmale gemeint.
Je nach Lebensbereich, in welchen Anforderungen formuliert werden, und abhängig davon, ob sich diese auf Personen, Sachen oder Vorgänge beziehen, können diese sehr unterschiedlich geartet sein.

## Begriffsbestimmungen und nähere begriffliche Eingrenzung
Eine Anforderung ist eine Charakterisierung
1. von einer oder mehreren Fähigkeiten, die von einer Person zur Erreichung eines Ziels benötigt werden;[2]
2. von einer oder mehreren notwendigen Eigenschaften, die ein Produkt, ein System oder Systemteile oder auch Vorgänge erfüllen oder besitzen müssen, um einen Vertrag zu erfüllen, oder, um einer technischen Norm oder einer Rechtsnorm, einer Spezifikation oder anderen, formell vorgegebenen Dokumenten zu entsprechen.[2]

Durch ihr Gegebensein wird einem Kriterium zur Erfüllung einer Zielsetzung entsprochen.
Jede Anforderung sollte im Hinblick auf ihre Erfüllung überprüfbar sein.

### Anforderungen an Personen
Schulische und berufliche Qualifizierungen oder auch Trainings, letztere beispielsweise etwa im Leistungssport, ebenso wie Kompetenzentwicklung sind in der Regel stark verknüpft mit Anforderungen an Personen.

### Anforderungen an Industrieprodukte, -prozesse und -systeme
In der Qualitätsmanagementnorm DIN EN ISO 9000:2015 wird Anforderung definiert als „ein Erfordernis oder eine Erwartung, das oder die festgelegt, üblicherweise vorausgesetzt oder verpflichtend ist“. Mit dem Adverb üblicherweise ist gemeint, dass das Vorhandensein eines erwarteten Merkmals eher der Regelfall als die Ausnahme ist. So wird zum Beispiel beim Kauf eines Autos ein „solider Rostschutz“ erwartet, auch wenn dieser nicht explizit formuliert wurde. Des Weiteren sieht die Norm die Verwendung eines Bestimmungswortes für den Begriff „Anforderung“ vor. Dieses Bestimmungswort dient dem Zweck, den mit dem Begriff „Anforderung“ beschriebenen Bereich einzugrenzen. So kann beispielsweise der Begriff „Produktanforderung“ verwendet werden, um eine Anforderung an ein Produkt zu beschreiben und gleichzeitig eine klare Trennung von dem Produkterstellungsprozess („Prozessanforderung“) zu erreichen. Begrifflich getrennt wird davon auch der Begriff der „Systemanforderung“.
Anforderungen können von verschiedenen interessierten Personen formuliert werden, wie etwa den Auftraggebern eines Produktes, die mit der Entwicklung beauftragten Ingenieure usw. Die Anforderungen werden im Allgemeinen in schriftlicher Form festgehalten, zum Beispiel in Checklisten, Lastenheften, Anforderungslisten, Fragenkatalogen usw.

### Anforderungen an Software
In der Softwaretechnik haben sich spezielle Anforderungsbeschreibungen etabliert, die an Software gestellt werden, siehe: Anforderung (Informatik).

## Praktischer Anwendungsbereich „Auswahlprozesse“
Anforderungen können insbesondere in Auswahlentscheidungen eine signifikante Rolle spielen. In der Lebenswelt, im Alltag, sind diese sehr häufig anzutreffen. Handelt es sich um Auswahlprozesse für Personen oder Sachen oder Vorgänge, so können für diese Anforderungskriterien formuliert werden und selbige anschließend anhand der erarbeiteten Kriterien ausgesucht bzw. ausgewählt werden. Ein Teilbereich davon, der in den Bereich „Auswahlprozesse für Sachen“ eingeordnet werden kann, sind Konsum-Auswahlentscheidungen im täglichen Leben.

## Spezifische Verwendungen des Begriffs
Je nach Fachgebiet wird der Begriff in anderen Nuancen verwendet:

### Arbeitspsychologie
In der Arbeitspsychologie beziehen sich „Anforderungen“ auf Arbeitsanforderungen, die sich bei der Erfüllung von Aufgaben im Rahmen einer Arbeitstätigkeit ergeben. Durch die Arbeitsaufgabe werden an die ausführende Person Anforderungen herangetragen, denen sie mit ihren Leistungsvoraussetzungen entsprechen muss. Die Anforderungen, die an den Ausführenden gestellt werden, Aufgabencharakter und Ausführungsbedingungen einer Aufgabe sind somit Ausgangspunkt einer psychologischen Beschreibung von Leistungsvoraussetzungen und von eignungsdiagnostischen Maßnahmen (siehe Berufseignungsdiagnostik). Wichtige Arten von Anforderungen sind nicht immer scharf trennbar. Sie sind formuliert als Eigenschaftsanforderungen (z. B. Fähigkeiten und Interessen), Verhaltensanforderungen (z. B. Fertigkeiten und Gewohnheiten), Qualifikationsanforderungen (z. B. Kenntnisse und Fertigkeiten) sowie Ergebnisanforderungen (z. B. Problemlösungen und Qualitätsstandards) (siehe Anforderungsanalyse).

### Arbeitsstudium
Im Arbeitsstudium ist die Anforderung, die ein Arbeitssystem an den arbeitenden Menschen stellt, Gegenstand der Betrachtung bei der Anforderungsermittlung. REFA definiert als Anforderung „die Gesamtheit der physischen und psychischen Voraussetzungen zur Ausführung der Arbeit“.

### Maschinenkonstruktion
Intellektuelle Prozesse in der Vorbereitung der Produktion, namentlich in angewandter Forschung und Verfahrensentwicklung (F & E), in der Konstruktion, im technischen Entwurf sowie in der Organisation materiell-technischer Prozesse, können durch eine Typisierung der Anforderungssituationen ein qualitativ hochwertigeres methodisches Vorgehen erfahren. Das hochwertigere methodische Vorgehen kann dann in der Konzeption von CAD/CAM-Systemen nutzbringend eingesetzt werden.

### Materialwirtschaft
Jedes produzierende Unternehmen benötigt für seine Produktion so gut wie immer Werkstoffe, Halbzeuge, Zukaufkomponenten und Hilfsstoffe, die sogenannten „Materialien im Sinne der Betriebswirtschaft“. Für diesen Zweck besitzen die Betriebe eine materialwirtschaftliche Abteilung, die diese „Materialien“ auszuwählen, deren Bedarf zu ermitteln und diese über die Einkaufsabteilung zu beschaffen hat. Eine gute Auswahl an „Materialien“, eingekauft zu einem fairen Preis, pünktlich in die Produktion eingehend, kann dem Unternehmen einen entscheidenden Wettbewerbsvorteil verschaffen. Da es fortwährend neue „Materialien“ auf dem Markt gibt, müssen die Verantwortlichen in der materialwirtschaftlichen Abteilung  – ebenso wie die Ingenieure der Konstruktion und der Produktion – verstehen, was die Materialien leisten können und die richtigen Anforderungen an diese stellen, und zwar wirtschaftlich in puncto Preis, Verfügbarkeit, Lieferbarkeit usw. ebenso wie technisch, im letzteren Fall die physikalischen Kenngrößen, die die „Materialien“ für bestimmte Anwendungen haben müssen, z. B. Zugfestigkeit, Dichte usw. passend einschätzen, was eine gute Vertrautheit mit materialwissenschaftlichen Disziplinen erfordert.

### Pädagogik
In der aktuellen Diskussion um Bildungsstandards und Kompetenzen im Bereich Schüler und Lehrer wird der Begriff „Anforderung“ sehr häufig verwendet. Der Zusammenhang zwischen Kompetenz und Anforderung besteht im Folgenden: Kompetenz aus Sicht der Kognitionspsychologie betont ein Zusammentreffen von individuellen Voraussetzungen mit den Anforderungen der Umwelt. Kompetent ist ein Schüler oder ein beruflich Auszubildender nicht allein durch ein vorhandenes Potenzial, sondern, wenn dieser in einer Situation handelt und eine Anforderung bewältigt, d. h. wenn die Fähigkeiten und das Wissen in einem Inhaltsgebiet zur Anwendung kommen.
Anforderung kann verstanden werden als eine auf Erfahrungswerten basierende, rekonstruierte Zielvorgabe an eine in Schule oder Berufsausbildung befindliche handlungsfähige Person – mit relativem Bezug zum Individuum und zum Handlungsfeld einer zukünftigen Tätigkeit.

### Personalbeschaffung
In der Personalbeschaffung werden in der Regel eine Anzahl an Anforderungen spezifiziert, die zu einem Anforderungsprofil systematisiert werden.

### Umweltmanagement
Im Umweltmanagement und beim Arbeitsschutzmanagement werden Anforderungen an Maschinen, Produktionsverfahren und  Arbeitsprozesse gestellt, damit die vorgeschriebenen Schutzziele erreicht und eingehalten werden können. Unter anderem können Unternehmen (etwa Chemieunternehmen) dafür haftbar gemacht werden, wenn sie die Umwelt kontaminieren (sofern nicht althergebrachtes Recht diesen besondere Erlaubnisse dazu gewährt). Hier gelten gesetzliche Anforderungen, die einzuhalten sind. Dies führt zu dem Erfordernis für nicht wenige produzierende Unternehmen, Umweltbelange zu managen.

### Softwareentwicklung
Im Entwicklungsprozess für Software gelten Anforderungen zum Beschreiben des gewünschten Funktionsumfangs. Sie werden von den Auftraggebern formuliert und im Rahmen einer Anforderungsanalyse bewertet und dokumentiert. Siehe: Anforderungsmanagement.